# Turismo nero

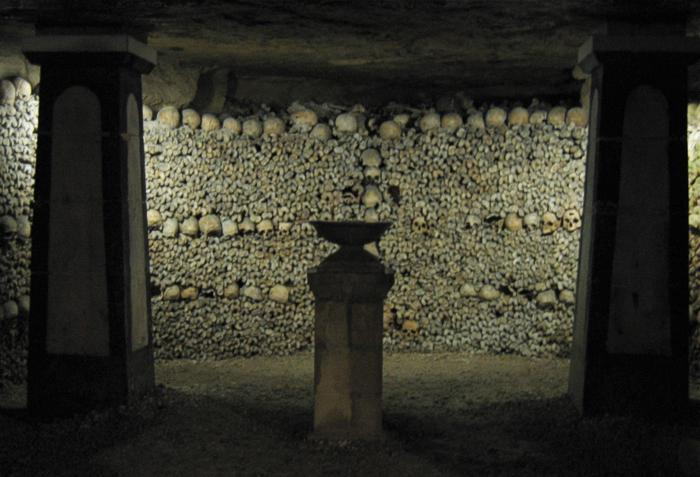
Le catacombe di Parigi

Il turismo nero, anche detto turismo dell'orrore e tanaturismo (in inglese dark tourism), è quello che ha come destinazioni luoghi di morte e tragedia. 
Vi sono vari livelli di turismo dell'orrore che vanno da episodi lontani nel tempo a efferati episodi più recenti, spesso enfatizzati dai mass-media.
Secondo alcuni, il turismo nero nasce dal bisogno del singolo "turista oscuro" di visitare dei luoghi a causa di eventi storici che lo contraddistinguono e non dipenderebbe tanto dagli attributi dello stesso. In questo fenomeno rientra anche il turismo dell'Olocausto, nato per commemorare gli ebrei vittime dell'eccidio nazista.

## Storia

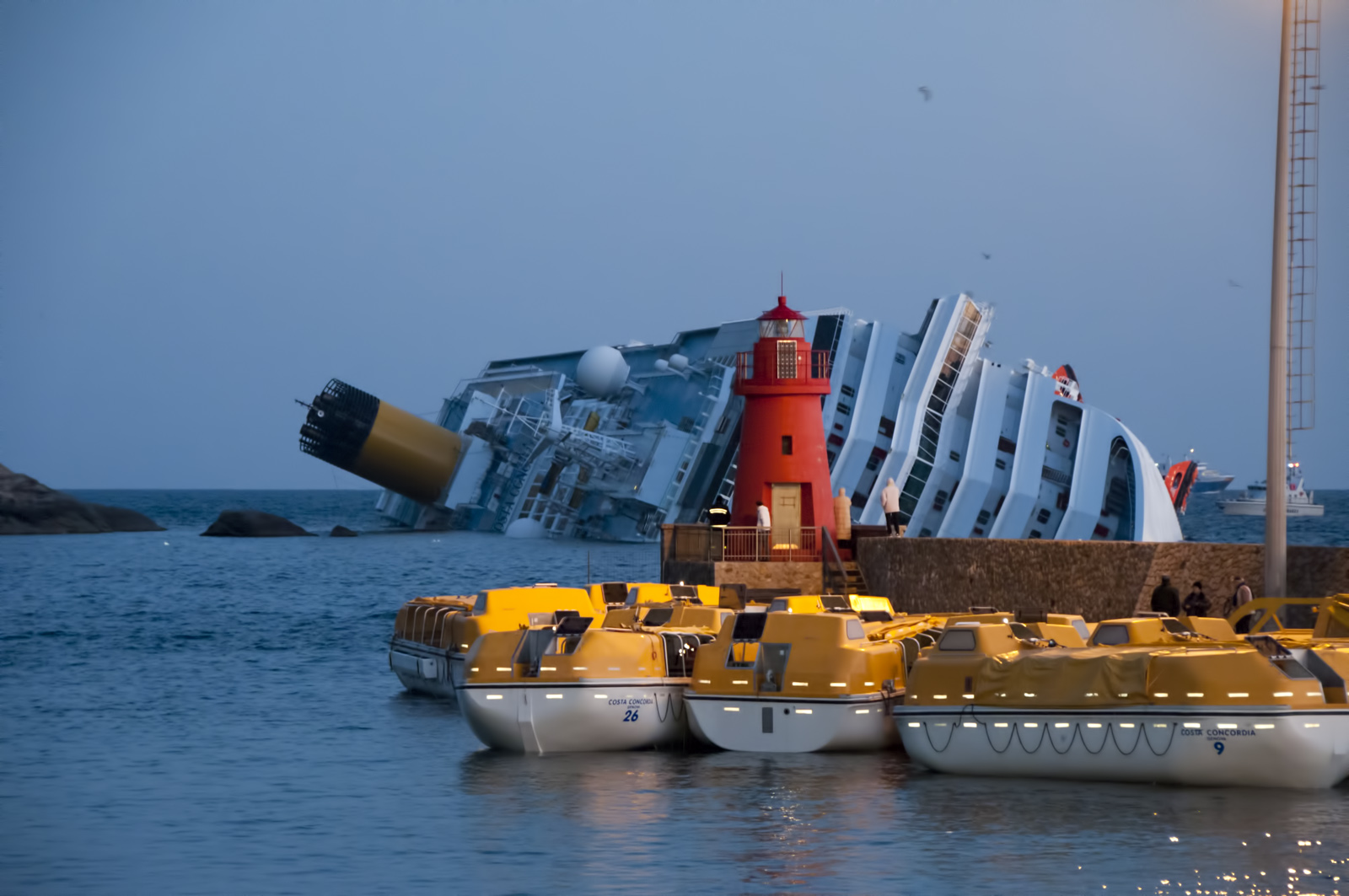
Il porto del Isola del Giglio e il relitto del naufragio della Costa Concordia, oggetto di flussi turistici indotti dai mass media

Sebbene la tradizione di visitare luoghi di morte, recenti o antichi che siano, come ad esempio le catacombe e il Colosseo romano, ove i gladiatori combattevano fino alla morte e vi venivano tenute le esecuzioni capitali, abbia una storia secolare, soltanto a partire dalla fine del Novecento gli accademici hanno iniziato a prestare maggiore attenzione al cosiddetto turismo nero. I primi a documentare delle esperienze in luoghi di sterminio furono gli scrittori di viaggi. PJ O'Rourke definì i suoi soggiorni a Varsavia, Managua e Belfast nel 1988 "vacanze all'inferno"; negli anni novanta altri hanno descritto il "turismo delle macchie nere" e la pratica di "mungere il macabro". Tuttavia il termine dark tourism, ovvero "turismo oscuro", venne coniato nel 1996 da Lennon e Foley, due docenti del Dipartimento di ospitalità, turismo e gestione del tempo libero presso l'Università caledoniana di Glasgow. La parola "tanaturismo" venne invece formulata nel 1996 da AV Seaton, professore di marketing turistico presso l'università di Strathclyde.
A partire dal 2014 il turismo nero è divenuto oggetto di molto interesse e attenzione da parte degli esperti di sociologia che hanno coniato delle sotto-categorie inerenti al fenomeno, come, ad esempio, il turismo dell'Olocausto e dell'eredità della schiavitù. Il termine viene utilizzato ancora oggi con una certa fortuna dagli scrittori specializzati nella letteratura di viaggio. Nonostante ciò, stando a quanto riportato nel 2013 da Rami Khalil Isaac e Erdinç Çakmak, sono state fatte pochissime ricerche sul tanaturismo basandosi sulle esperienze dirette del visitatore di luoghi di morte.